# Rautyés (peuple)
Les Rautyés forment un groupe ethnique d’origine tibéto-birmane vivant dans la partie occidentale du Népal. Peuple de tradition nomadique, et reconnu comme tel par le gouvernement du Népal, les Rautyés vivent de la chasse de subsistance, de la collecte de tubercules sauvages et cueillette de fruits forestiers. Leur population est estimée à environ 650 personnes. 

## Économie de subsistance
Les Rautyés vivent en de petites colonies dans les régions forestières des districts de Accham, Karnali et Mahakali dans la région Moyen-Ouest du Népal. Demeurant rarement plus d’un mois en un lieu particulier et se désignant eux-mêmes comme ‘rois de la forêt’, ils vivent de la chasse et sont connus pour se nourrir de viande de langurs et de macaques. Pour obtenir grains, fer, tissus et bijoux ils fabriquent des objets, bols et boîtes en bois sculpté, qu'ils troquent dans les marchés des environs. Ils ne vendent pas d’autres produits. 
Le gouvernement du Népal cherche à sédentariser les Rautyés, avec un succès mitigé. Quelques centaines d’entre eux restent nomades, bien que la déforestation et l’appropriation des terres pour l'agriculture menacent leur zone naturelle de migration. Cela entraine des contacts plus fréquents avec d’autres groupes bien que traditionnellement les Rautyés ne le souhaitent pas. De tempérament méfiant, ils refusent l’hospitalité hors de chez eux et n’acceptent pas que d’autres s’installent dans leurs villages ou colonies. Victimes de préjugés tenaces - la rumeur publique prétend qu'ils ont des pouvoirs magiques, et même qu'ils offrent des sacrifices humains à leurs dieux - ils sont craints dans les villages avoisinants.

## Langue
Les Rautyés ont leur propre langue, Le Rautyé (appelé également ‘Khamci’ dans certaines études linguistiques). Elle appartient au groupe linguistique sino-tibétain, et est apparentée au Chepang de la région voisine. cependant elle n'est pas recensée parmi les 'langues du Népal'.

## Source
- Dor Bahadur Bista: People of Nepal, Kathmandu, Ratna Pustak Bhandar, 1996, pp.206-208.